# سوپر جام فوتبال ایتالیا
سوپر جام فوتبال ایتالیا (به ایتالیایی: Supercoppa Italiana) یک رقابت سالانه سوپر جام در فوتبال ایتالیا است.
این رقابت از سال ۱۹۸۸ آغاز شد و به صورت تک بازی انجام می‌شد. اگر یک تیم هر دو عنوان سری آ و کوپا ایتالیا را در فصل قبل به دست می‌آورد، سوپرکاپ بین برنده سری آ و نایب قهرمان کوپا ایتالیا برگزار می‌شد، که در اصل تبدیل به یک مسابقه مجدد فینال کوپا ایتالیای سال قبل می‌شد. از سال ۲۰۲۳ این رقایت‌ها به صورت چهارجانبه و با حضور چهار تیم برگزار می‌شود.
در اصل، برگزاری این مسابقات برای فصل تابستان برنامه‌ریزی شده بود که به عنوان پیش‌درآمدی برای فصل جدید و در ورزشگاه خانگی قهرمان سری آ انجام شود. از سال ۲۰۱۸، مسابقات برای فصل زمستان برنامه‌ریزی شده‌است و عمدتاً در خارج از ایتالیا برگزار می‌شود. یوونتوس با ۹ مقام قهرمانی، پرافتخارترین تیم در این مسابقات می‌باشد. پرتکرارترین بازی سوپر جام، یوونتوس مقابل لاتزیو بوده که پنج مرتبه تکرار شده‌است.

## تاریخچه
از زمان تأسیس این مسابقات در سال ۱۹۸۸، ۱۸ مسابقه از ۲۱ مسابقه ابتدایی سوپرکاپ ایتالیا در خانه برندگان سری آ برگزار شد، به استثنا سال‌های ۱۹۹۳ و ۲۰۰۳ که در شهرهای واشینگتن دی سی و ایست رادرفورد نیوجرسی و سال ۲۰۰۲ که این بازی در طرابلس پایتخت لیبی برگزار شد. از سال ۲۰۰۹، ۹ مکان از چهارده مکان انتخاب شده خارج از ایتالیا بوده‌اند.
از ۳۶ فینال که تا به امروز برگزار شده‌است، مکان‌های برگزاری به شرح زیر بوده‌است:
- بیست بار در خانه برندگان سری آ؛
- چهار بار در چین و عربستان سعودی؛
- دو بار در ایالات متحده؛
- دو بار در دوحه قطر؛
- دو بار در ورزشگاه المپیک رم به عنوان زمین خانگی فینالیست کوپا ایتالیا با توافق بین شرکت کنندگان؛
- یک بار در طرابلس، لیبی؛
- یک بار در ورزشگاه ماپی – چیتا دل تریکولوره در رجو امیلیا به عنوان یک "محل برگزاری بی طرف" (جایی که زمین خانگی برندگان سری آ نبود).

در اولین دورهٔ این رقابت‌ها در سال ۱۹۸۸، آ.ث. میلان با نتیجه ۳-۱ سمپدوریا را مغلوب کرد تا اولین قهرمان این مسابقات لقب بگیرد.
در سال ۲۰۱۱، دو تیم آ.ث. میلان و اینتر میلان  با یکدیگر مواجه شدند تا برای اولین بار در تاریخ این رقابت‌ها، دو تیم از یک شهر با یک‌دیگر مواجه شوند. شهرآورد دلا مادونینا در سوپر جام ایتالیا ۲۰۱۱ برگزار شد که طی آن تیم آ.ث. میلان با نتیجهٔ ۲-۱ اینتر میلان را شکست داد.
از زمان آغاز به کار این مسابقات، تا به حال هشت مرتبه و به دلیل قهرمانی یک تیم در هر دو رقابت سری آ و کوپا ایتالیا،  نایب قهرمان کوپا ایتالیا به عنوان دیگر تیم حاضر در مسابقات انتخاب شد. این اتفاق در این سال‌ها رخ داد: ۱۹۹۵، ۲۰۱۵، ۲۰۱۶، ۲۰۱۷ و ۲۰۱۸ (یوونتوس)، ۲۰۰۰ (لاتزیو)، ۲۰۰۶ و ۲۰۱۰ (اینتر میلان).
در ۲۳ دسامبر ۲۰۱۶، میلان پس از شکست یوونتوس در ضربات پنالتی، به اولین تیمی تبدیل شد که توانسته به عنوان نایب قهرمان کوپا ایتالیا موفق به قهرمانی در سوپرکاپ ایتالیا شود.
در سال ۲۰۱۸، سری آ قراردادی را با اداره کل ورزش عربستان سعودی امضا کرد که به موجب آن این کشور میزبانی سه دوره از پنج سوپرجام بعدی ایتالیا را کسب کرد.
از سال ۱۹۸۸ تا ۲۰۲۲، این مسابقات به صورت تک بازی بین قهرمانان سری آ و کوپا ایتالیا برگزار می‌شد. اما در تاریخ ۱۳ مارس ۲۰۲۳، فدراسیون فوتبال ایتالیا اعلام کرد که از این به بعد این مسابقات به صورت یک تورنومنت چهار جانبه میان قهرمانان و نایب قهرمانان سری آ و کوپا ایتالیا برگزار خواهد شد.
تاکنون ۱۱ تیم مختلف در این رقابت‌ها حضور داشته‌اند و ۹ تیم موفق به تصاحب این جام شده‌اند. در اکثر این مسابقات، قهرمان سری آ به مقام قهرمانی دست یافته‌است.

## فهرست مسابقات

### با حضور دو تیم
| #  | سال  | قهرمان سری آ | نتیجه                 | نماینده کوپا ایتالیا | ورزشگاه                                                |
| -- | ---- | ------------ | --------------------- | -------------------- | ------------------------------------------------------ |
| ۱  | ۱۹۸۸ | آ.ث. میلان   | ۳ – ۱                 | سمپدوریا             | ورزشگاه سن سیرو، میلان                                 |
| ۲  | ۱۹۸۹ | اینتر میلان  | ۲ – ۰                 | سمپدوریا             | ورزشگاه سن سیرو، میلان                                 |
| ۳  | ۱۹۹۰ | ناپولی       | ۵ – ۱                 | یوونتوس              | ورزشگاه سن پائولو، ناپل                                |
| ۴  | ۱۹۹۱ | سمپدوریا     | ۱ – ۰                 | آ. اس. رم            | ورزشگاه لوئیجی فراری، جنوا                             |
| ۵  | ۱۹۹۲ | آ.ث. میلان   | ۲ – ۱                 | پارما                | ورزشگاه سن سیرو، میلان                                 |
| ۶  | ۱۹۹۳ | آ.ث. میلان   | ۱ – ۰                 | تورینو               | ورزشگاه یادبود رابرت اف. کندی، واشینگتن، دی سی، آمریکا |
| ۷  | ۱۹۹۴ | آ.ث. میلان   | ۱ – ۱ پنالتی‌ها: (۴–۳) | سمپدوریا             | ورزشگاه سن سیرو، میلان                                 |
| ۸  | ۱۹۹۵ | یوونتوس      | ۱ – ۰                 | پارما*               | ورزشگاه دل آلپی، تورین                                 |
| ۹  | ۱۹۹۶ | آ.ث. میلان   | ۱ – ۲                 | فیورنتینا            | ورزشگاه سن سیرو، میلان                                 |
| ۱۰ | ۱۹۹۷ | یوونتوس      | ۳ – ۰                 | ویچنزا               | ورزشگاه دل آلپی، تورین                                 |
| ۱۱ | ۱۹۹۸ | یوونتوس      | ۱ – ۲                 | لاتزیو               | ورزشگاه دل آلپی، تورین                                 |
| ۱۲ | ۱۹۹۹ | آ.ث. میلان   | ۱ – ۲                 | پارما                | ورزشگاه سن سیرو، میلان                                 |
| ۱۳ | ۲۰۰۰ | لاتزیو       | ۴ – ۳                 | اینتر میلان*         | ورزشگاه المپیک رم، رم                                  |
| ۱۴ | ۲۰۰۱ | آ. اس. رم    | ۳ – ۰                 | فیورنتینا            | ورزشگاه المپیک رم، رم                                  |
| ۱۵ | ۲۰۰۲ | یوونتوس      | ۲ – ۱                 | پارما                | ورزشگاه ۱۱ ژوئن، طرابلس، لیبی                          |
| ۱۶ | ۲۰۰۳ | یوونتوس      | ۱ – ۱ پنالتی‌ها: (۵–۳) | آ.ث. میلان           | ورزشگاه جاینتس، رادرفورد شرقی، نیوجرسی، آمریکا         |
| ۱۷ | ۲۰۰۴ | آ.ث. میلان   | ۳ – ۰                 | لاتزیو               | ورزشگاه سن سیرو، میلان                                 |
| ۱۸ | ۲۰۰۵ | یوونتوس      | ۰ – ۱ وقت اضافه       | اینتر میلان          | ورزشگاه دل آلپی، تورین                                 |
| ۱۹ | ۲۰۰۶ | اینتر میلان  | ۴ – ۳ وقت اضافه       | آ. اس. رم*           | ورزشگاه سن سیرو، میلان                                 |
| ۲۰ | ۲۰۰۷ | اینتر میلان  | ۰ – ۱                 | آ. اس. رم            | ورزشگاه سن سیرو، میلان                                 |
| ۲۱ | ۲۰۰۸ | اینتر میلان  | ۲ – ۲ پنالتی‌ها: (۶–۵) | آ. اس. رم            | ورزشگاه سن سیرو، میلان                                 |
| ۲۲ | ۲۰۰۹ | اینتر میلان  | ۱ – ۲                 | لاتزیو               | ورزشگاه ملی پکن، پکن، چین                              |
| ۲۳ | ۲۰۱۰ | اینتر میلان  | ۳ – ۱                 | آ. اس. رم*           | ورزشگاه سن سیرو، میلان                                 |
| ۲۴ | ۲۰۱۱ | آ.ث. میلان   | ۲ – ۱                 | اینتر میلان          | ورزشگاه ملی پکن، پکن، چین                              |
| ۲۵ | ۲۰۱۲ | یوونتوس      | ۴ – ۲ وقت اضافه       | ناپولی               | ورزشگاه ملی پکن، پکن، چین                              |
| ۲۶ | ۲۰۱۳ | یوونتوس      | ۴ – ۰                 | لاتزیو               | ورزشگاه المپیک رم، رم                                  |
| ۲۷ | ۲۰۱۴ | یوونتوس      | ۲ – ۲ پنالتی‌ها: (۵–۶) | ناپولی               | ورزشگاه جاسم بن حمد، دوحه، قطر                         |
| ۲۸ | ۲۰۱۵ | یوونتوس      | ۲ – ۰                 | لاتزیو*              | ورزشگاه شانگهای، شانگهای، چین                          |
| ۲۹ | ۲۰۱۶ | یوونتوس      | ۱ – ۱ پنالتی‌ها: (۳–۴) | آ.ث. میلان*          | ورزشگاه جاسم بن حمد، دوحه، قطر                         |
| ۳۰ | ۲۰۱۷ | یوونتوس      | ۲ – ۳                 | لاتزیو*              | ورزشگاه المپیک رم، رم                                  |
| ۳۱ | ۲۰۱۸ | یوونتوس      | ۱ – ۰                 | آ.ث. میلان*          | ورزشگاه ملک عبدالله، جده، عربستان                      |
| ۳۲ | ۲۰۱۹ | یوونتوس      | ۱ – ۳                 | لاتزیو               | ورزشگاه دانشگاه ملک سعود، ریاض، عربستان                |
| ۳۳ | ۲۰۲۰ | یوونتوس      | ۲ – ۰                 | ناپولی               | ورزشگاه گیگلیو، رجو نل امیلیا، ایتالیا                 |
| ۳۴ | ۲۰۲۱ | اینتر میلان  | ۲ – ۱ وقت اضافه       | یوونتوس              | ورزشگاه سن سیرو، میلان، ایتالیا                        |
| ۳۵ | ۲۰۲۲ | آ.ث. میلان   | ۰ – ۳                 | اینتر میلان          | ملک فهد، ریاض، عربستان                                 |

* حضور به عنوان نایب قهرمان کوپا ایتالیا به دلیل قهرمانی یک تیم در هر دو جام

### با حضور چهار تیم
| #  | سال  | قهرمان     | نتیجه | نایب قهرمان | تیم‌های نیمه نهایی  | ورزشگاه                | تعداد تماشاگران |
| -- | ---- | ---------- | ----- | ----------- | ------------------ | ---------------------- | --------------- |
| ۳۶ | ۲۰۲۳ | اینترمیلان | ۱—۰   | ناپولی      | فیورنتینا و لاتزیو | ملک فهد، ریاض، عربستان | ۲۴٬۹۰۰          |
| ۳۷ | ۲۰۲۴ | آ.ث. میلان | ۳—۲   | اینتر میلان | یوونتوس و آتالانتا | ملک فهد، ریاض، عربستان | ۲۴٬۸۴۱          |

1. ↑  فقط تعداد تماشاگران بازی فینال.

## قهرمانان بر پایه باشگاه

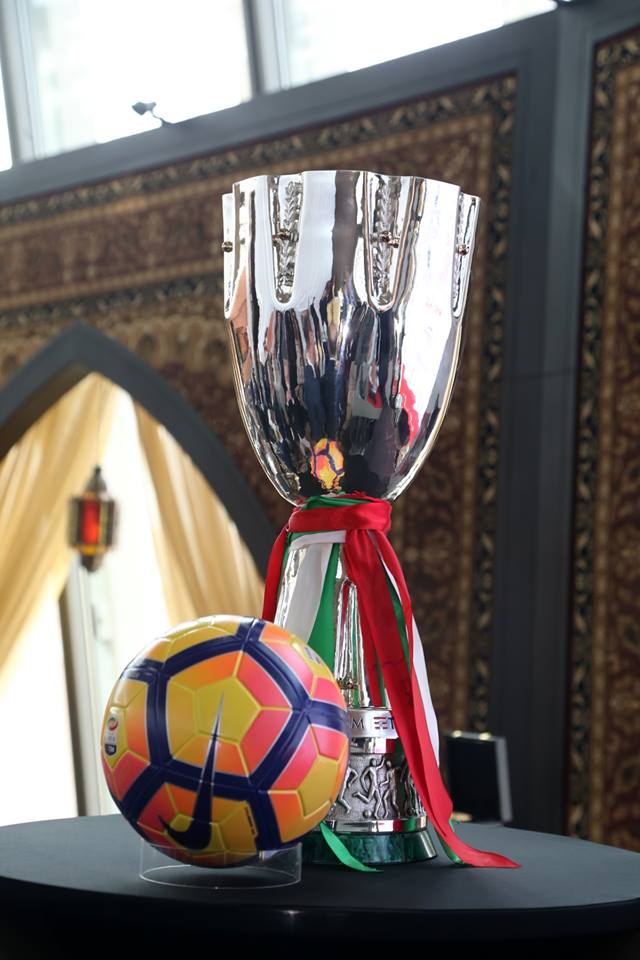
جام قهرمانی سوپر جام ایتالیا ۲۰۱۶ که به وسیله آ.ث. میلان کسب شد.

| باشگاه     | قهرمانی | نایب قهرمانی | سال‌های قهرمانی                                       | سال‌های نایب قهرمانی                            | سال‌های نیمه نهایی |
| ---------- | ------- | ------------ | ---------------------------------------------------- | ---------------------------------------------- | ----------------- |
| یوونتوس    | ۹       | ۸            | ۱۹۹۵، ۱۹۹۷، ۲۰۰۲، ۲۰۰۳، ۲۰۱۲، ۲۰۱۳، ۲۰۱۵، ۲۰۱۸، ۲۰۲۰ | ۱۹۹۰، ۱۹۹۸، ۲۰۰۵، ۲۰۱۴، ۲۰۱۶، ۲۰۱۷، ۲۰۱۹، ۲۰۲۱ | —                 |
| اینترمیلان | ۸       | ۵            | ۱۹۸۹، ۲۰۰۵، ۲۰۰۶، ۲۰۰۸، ۲۰۱۰، ۲۰۲۱، ۲۰۲۲، ۲۰۲۳       | ۲۰۰۰، ۲۰۰۷، ۲۰۰۹، ۲۰۱۱، ۲۰۲۴                   | —                 |
| آ.ث. میلان | ۸       | ۵            | ۱۹۸۸، ۱۹۹۲، ۱۹۹۳، ۱۹۹۴، ۲۰۰۴، ۲۰۱۱، ۲۰۱۶، ۲۰۲۴       | ۱۹۹۶، ۱۹۹۹، ۲۰۰۳، ۲۰۱۸، ۲۰۲۲                   | —                 |
| لاتزیو     | ۵       | ۳            | ۱۹۹۸، ۲۰۰۰، ۲۰۰۹، ۲۰۱۷، ۲۰۱۹                         | ۲۰۰۴، ۲۰۱۳، ۲۰۱۵                               | ۲۰۲۳              |
| آ. اس. رم  | ۲       | ۴            | ۲۰۰۱، ۲۰۰۷                                           | ۱۹۹۱، ۲۰۰۶، ۲۰۰۸، ۲۰۱۰                         | —                 |
| ناپولی     | ۲       | ۲            | ۱۹۹۰، ۲۰۱۴                                           | ۲۰۱۲، ۲۰۲۰                                     | —                 |
| سمپدوریا   | ۱       | ۳            | ۱۹۹۱                                                 | ۱۹۸۸، ۱۹۸۹، ۱۹۹۴                               | —                 |
| پارما      | ۱       | ۳            | ۱۹۹۹                                                 | ۱۹۹۲، ۱۹۹۵، ۲۰۰۲                               | —                 |
| فیورنتینا  | ۱       | ۱            | ۱۹۹۶                                                 | ۲۰۰۱                                           | ۲۰۲۳              |
| تورینو     | ۰       | ۱            | —                                                    | ۱۹۹۳                                           | —                 |
| ویچنزا     | ۰       | ۱            | —                                                    | ۱۹۹۷                                           | —                 |

## عملکرد بر پایه نماینده
|                            | قهرمانان | نایب قهرمانان |
| -------------------------- | -------- | ------------- |
| قهرمانان سری آ             | ۲۴       | ۱۳            |
| قهرمانان کوپا ایتالیا      | ۱۰       | ۱۸            |
| نایب قهرمانان کوپا ایتالیا | ۲        | ۶             |
| نایب قهرمانان سری آ        | ۱        | ۰             |

## برترین گلزنان
تا تاریخ ۶ ژانویه ۲۰۲۵
| رتبه | بازیکن           | باشگاه(ها)  | گل زده | بازی |
| ---- | ---------------- | ----------- | ------ | ---- |
| ۱    | لائوتارو مارتینز | اینتر میلان | ۴      | ۶    |
| ۱    | پائولو دیبالا    | یوونتوس     | ۴      | ۶    |
| ۳    | آلساندرو دل‌پیرو  | یوونتوس     | ۳      | ۶    |
| ۳    | ساموئل اتوئو     | اینتر میلان | ۳      | ۳    |
| ۳    | آندری شوچنکو     | آ.ث. میلان  | ۳      | ۳    |
| ۳    | کارلوس توس       | یوونتوس     | ۳      | ۲    |